# جود إرليخ
جود إرليخ (بالإنجليزية: Judd Ehrlich)‏ هو مخرج أمريكي، ولد في 17 أغسطس 1971 في نيويورك في الولايات المتحدة.

## وصلات خارجية
- جود إرليخ على موقع IMDb (الإنجليزية)
- جود إرليخ على موقع ألو سيني (الفرنسية)
- جود إرليخ على موقع أول موفي (الإنجليزية)
- جود إرليخ على موقع قاعدة بيانات الفيلم (الإنجليزية)
- جود إرليخ على موقع كينوبويسك (الروسية)